# Málaga-Aeropuerto
Málaga-Aeropuerto – stacja kolejowa w Maladze, w prowincji Malaga, we wspólnocie autonomicznej Andaluzja, w Hiszpanii. Znajduje się na linii Malaga-Fuengirola i linii C-1 Cercanías Málaga. Przylega do multimodalnego węzła komunikacyjnego w Terminalu 3 Portu lotniczego Malaga.
| następna/kierunek     | < stacja    | Linia                                      | stacja >   | kierunek/następna |
| --------------------- | ----------- | ------------------------------------------ | ---------- | ----------------- |
| Málaga-Centro-Alameda | Guadalhorce | Linia C-1 Málaga - Aeropuerto - Fuengirola | San Julián | Fuengirola        |